# Пиетро Ландо
Пиетро Ландо (на италиански: Pietro Lando) е 78–ми венециански дож от 1538 до смъртта си през 1545 г.

## Биография
Пиетро Ландо е син на Джовани и Стела Фоскари. Изучава Платоновата философия, пътешества много, а по-късно започва да се занимава с търговия с Ориента, за да натрупа състояние. Заема различни административни длъжности, управлява градове, назначен е за посланик във Ватикана. Прави кариера и като морски капитан.
През 1509 г. е изпратен с мисия във Фаенца, където е заловен от папистите и прекарва три години в затвора. След освобождаването му и завръщането му във Венеция, вероятно травмиран от престоя си в тъмницата, за няколко години се оттегля от политиката. Впоследствие става един от съветниците на дожа Андреа Грити, а на 19 януари 1539 г. е избран за негов наследник на поста.
През 1540 г. Ландо е принуден да подпише унизителен за Венеция мирен договор с Османската империя и да ѝ отстъпи Пелопонес, както и да ѝ изплати значителни репарации. През 1539 и 1543 Венеция преживява особено гладни години и се отприщва гняв сред населението срещу правителството.
Ландо умира на 9 ноември 1545 г.

## Семейство
Пиетро Ландо е женен за Мария Паскуалиго, от която има двама сина.